# Stanisław Szubka
Stanisław Szubka (ur. 13 sierpnia 1899 w Kurowie, zm. 11 listopada 1954) – polski pilot doświadczalny, żołnierz Polskich Sił Powietrznych, osobisty pilot gen. Władysława Andersa.

## Życiorys
Syn Jakuba i Marii. W 1919 r. został powołany do służby wojskowej, trafił do 37. Łęczyckiego pułku piechoty. Zdecydował się na zmianę rodzaju broni i został przeniesiony do 10. eskadry wywiadowczej na stanowisko mechanika. W 1922 r. odbył szkolenie pilotażowe w Grudziądzu, następnie kurs wyższego pilotażu. W latach 1924-1925 pełnił funkcję instruktora pilotażu w Bydgoskiej Szkole Pilotów, następnie został przeniesiony do 111. eskadry myśliwskiej. W 1930 r. Bukareszcie prezentował w locie samolot PWS-11. 
Znalazł zatrudnienie w Samodzielnym Dywizjonie Doświadczalnym Instytutu Badań Technicznych Lotnictwa. Latem 1931 r. oblatał samolot WT-1. Został też pilotem doświadczalnym w Podlaskiej Wytworni Samolotów. W 1933 r. wziął udział w II Międzynarodowym Meetingu Lotniczym w Warszawie gdzie zdobył pierwszą nagrodę za pokaz akrobacji na PZL P.7a. Latem 1938 r. oblatał prototyp PWS-35. W sierpniu 1938 r. oblatał prototyp PWS-33, drugi prototyp tej maszyny oblatał w styczniu 1939 r. W kwietniu oblatał prototyp PWS-40.
Po wybuchu II wojny światowej został zmobilizowany. Nie wziął udziału w walkach, został ewakuowany do Francji, został instruktorem pilotażu w polskiej bazie lotniczej Lyon-Bron. Upadek Francji spowodował jego przeniesienie do Wielkiej Brytanii, gdzie zgłosił się do służby w Polskich Sił Powietrznych. Otrzymał numer służbowy Royal Air Force 783682. 
Został skierowany do Afryki, gdzie w bazie RAF Takoradi rozpoczął pracę jako pilot rozprowadzający. Samoloty dostarczane okrętami i montowane w Takoradi przeprowadzał wzdłuż zachodniego wybrzeża afrykańskiego do Egiptu oraz na Bliski i Daleki Wschód. 29 czerwca 1942 r. został przeniesiony do 138 Maintenance Unit w Teheranie gdzie pełnił obowiązki osobistego pilota gen. Władysława Andersa. 
Od 8 stycznia 1944 r. stacjonował w Heliopolis, w czerwcu został przeniesiony do dywizjonu 318 ale nadal pełnił funkcję pilota samolotu przydzielonego Andersowi. Po zakończeniu działań wojennych nie zdecydował się na powrót do Polski i pozostał na emigracji. Wyjechał do Kanady, gdzie zmarł 11 listopada 1954 r.

## Ordery i odznaczenia
Za swą służbę otrzymał odznaczania:
- Brązowy Krzyż Zasługi z Mieczami,
- Medal Lotniczy – czterokrotnie,
- Air Force Medal.